# جروب الماميز (فلم)
جروب الماميز  (أي مجموعة الأمهات) كوميدي مصري من تأليف إيهاب بليبل، غادة عبدالعال وإخراج عمرو صلاح.

## قصة الفيلم
تدور في إطار كوميدي اجتماعي، يجمع مجموعة للواتساب خاصة بالمدرسة ثلاث أمهات من ثلاث طبقات اجتماعية مختلفة، حيث تعاني مريم ونادية من علاقات سيئة مع أبنائهن، فتقرر هنا ملكة جمال مصر السابقة مساعدتهن للتقريب بينهن وبين أبنائهن، وهي أم مرحة لطيفة لا تعرف الانضباط.

## الممثلون
| - روبي:فريال فريد - يسرا اللوزي:مرام عادل - دارين حداد:راندا أبو الفضل - محمد ثروت:توفيق - مدير المدرسة - محمود حافظ:أيمن ضرغام - زوج مرام - حازم إيهاب:رستم - زوج راندا | - لبنى محمود: الحماة - لطيفة فهمي: السكرتيرة أمل فوزي - ليلى عز العرب: مدام إحسان - أحمد فهيم: مدير شركة العقارات - محمد جمال قلبظ: رجل فى البيسين | - أدم نور: طفل - تيم هاني: الطفل ركان - حلا هاني: الطفلة كيان - محمد مصطفى:طفل - نور الدين:طفل - هنا زهران: طفلة - آدم النحاس: طفل |

بالأشتراك مع:
إيمان يوسف - منة يوسف - محمد أشرف - شريف علي - سلمى هشام - مريم كمال - رنا خطاب - بسمة مصطفى - دينا حسن - شيرين زكي - رضا - سلمى - سيد المغازي - سمير حكيم: صاحب المكتبة - أحمد خيري - هشام الشاذلي - علي عبد المنعم - سمير رضا - أحمد يحيي - إيرينا

## وصلات خارجية
- مقالات تستعمل روابط فنية بلا صلة مع ويكي بيانات